# Louis Pize
Louis Pize, né à Bourg-Saint-Andéol (Ardèche) le 18 mai 1892 et mort à Saint-André-en-Vivarais (Ardèche) le 4 septembre 1976, est un poète français.

## Biographie
Il est le fils de Léon Pize, inspecteur de l'enregistrement à Montélimar, et de Marguerite Pradelle. Il perd son père lorsqu'il a 11 ans. Il est élevé par sa mère, qui lui donne le goût de la poésie et de la musique. Brillant élève du lycée Gabriel-Faure de Tournon, il obtient son baccalauréat. Il quitte alors Bourg-Saint-Andéol avec sa mère et sa sœur pour s'installer à Lyon. Inscrit à la faculté de droit, il obtient sa licence mais reste plus attiré par la faculté de lettres. Pendant la Première Guerre mondiale, blessé à Saint-Dié, il reçoit la Croix de guerre. En 1922, il se marie et abandonne le droit pour se tourner vers l'enseignement. En 1924, il devient professeur de lettres classiques à l'externat Saint Joseph (actuel Lycée Saint-Marc) de la rue Sainte-Hélène à Lyon.
En 1926, il reçoit le prix Archon-Despérouses et en 1972, le prix Émile-Hinzelin de l’Académie française.
Élu membre de l'Académie des sciences, belles-lettres et arts de Lyon, il en devient président en 1964. Avec Charles Forot, il participe à la création des Éditions du Pigeonnier à Saint-Félicien. Pendant les vacances d'été, il parcourt l'Ardèche à vélo en compagnie de sa femme. À sa retraite, il s'installe dans sa maison de Saint-André-en-Vivarais. Il meurt le 4 septembre 1976.

## Activité littéraire
« La poésie de Louis Pize est une eau pure. Pendant plus de 50 ans (…) elle a jailli de ce cœur, hélas ! trop tôt meurtri par la vie ». En effet, outre la perte précoce de son père, l’horreur de la guerre et la mort de nombreux compagnons, Louis Pize va profondément souffrir du long exil lyonnais loin du Vivarais si cher à son cœur. Cela donne à sa poésie un ton élégiaque, « Et pourtant, l’homme n’était point triste, bien au contraire ». Mais Louis Pize va dédier sa vie à la poésie et à la beauté : « La poésie, c’est l’enivrante victoire, c’est le moyen de dominer, en faisant vivre un monde, l’autre, celui qui nous entoure ».
Tu vivras sans honneur, oublié du vulgaire.

Mais as-tu dans ton cœur un instant regretté,

Malgré l’exil des jours et le destin contraire,

D’avoir à tous les biens préféré la Beauté ?

[extrait de La Poésie, in  Les Feux de septembre]
Ainsi dans l’œuvre de Louis Pize le monde mesquin s’efface devant la grandiose majesté de la nature, jusque dans sa fragilité. 
Ô nuit de mon pays, sombre et douce campagne

Qui poses ton baiser

Au front de la montagne,

Marche sans bruit dans l’herbe, ô nuit viens apaiser

Le sanglot des feuillages…

[extrait de Ô nuit de mon pays, in Sur les Routes du soir]
Louis Pize consacrera aussi des recueils entiers à saluer la mémoire de ses compagnons morts à la guerre : La Couronne de Myrte, Le Bois des adieux, Compagnons du souvenir.
Quand le vent de novembre assiège les fenêtres

Je murmure vos noms dans le jour qui s’éteint.

Qu’êtes-vous devenus ? Je songe à tant de lettres

Que n’apportera plus le retour du matin.

 [extrait de Nocturne, in Compagnons du souvenir]
Louis Pize sera le professeur de Roger Kowalski, participera aussi aux activités du Pigeonnier de Charles Forot, notamment par sa pièce Le Mystère de Saint François Régis, jouée sur la terrasse du Pigeonnier, (première le 3 août 1929), en confiant au vent le rôle du chœur. La création poétique de Louis Pize s’étend au-delà de ses recueils, puisque Hommage à Louis Pize offre 47 poèmes inédits, sans compter de nombreux autres poèmes de revues qui n’y apparaissent pas.

## Œuvre

### Poésie
- 1913 Petits poèmes des Jardins et de la Montagne, 42 pages, Editions de L’Amitié de France.
- 1919 La Couronne de Myrte, 36 pages, Les Essaims nouveaux et chez Emile Paul.
- 1921 Le Cantique de Notre-Dame d’Ay, 32 pages, Au Pigeonnier, Saint-Félicien-en-Vivarais, Ardèche.
- 1921 Les Pins et les Cyprès, 148 pages, Librairie Garnier frères, Paris.
- 1925 Les Muses champêtre, 136 pages, Garnier, Paris.
- 1928 Chansons du Pigeonnier, 64 pages, Le Pigeonnier, Saint-Félicien.
- 1929 Golfes du soir, Editions des Iles de Lérins.
- 1931 Les Feux de septembre, Garnier.
- 1935 Sous l’Yeuse et le pin, 48 pages, Editions Les Terrasses de Lourmarin.
- 1938 Le Pays de l’automne, Au Pigeonnier.
- 1945 Sur les Routes du soir, 188 pages, B. Arthaud, Grenoble-Paris.
- 1949 Le Bois des adieux, 276 pages, Editions IAC (Imprimerie Artistique en Couleurs),
- 1963 Compagnons du souvenir, 64 pages, Editions Subervie.
- 1969 Hautes clairières (in Louis Pize de Jean Vuaillat), 96 pages, Editions Subervie.

### Œuvre en prose
- 1924 La perpétuelle mission de saint Régis, L’Art catholique, Paris.
- 1931 Le Rhône de Lyon à Pont-Saint-Esprit, Artaud, Grenoble-Paris.

deuxième tome : Le Rhône de Pont-Saint-Esprit à la mer.
- 1934 Haut-Vivarais, Le Pigeonnier.
- 1934 Promenades en Cévennes, Le Mémorial, Saint-Etienne.
- 1935 Le Vivarais, 238 pages, 116 photographies, J. de Gigord, Paris.
- 1947 Ceux du Lyonnais, du Forez, du Beaujolais, Horizons de France, Paris.
- 1953 Forez et Velay, Arthaud, Paris-Grenoble.
- 1954 La Louvesc pays de Saint-Régis, Imprimerie Lescuyer et fils, Lyon.

### Œuvres diverses
- 1922 Vivarais, tiré à part de 8 pages de la Revue Vivarais, (poésie).
- 1929 Le Mystère de Saint François Régis, théâtre, 1 acte en vers, Au Pigeonnier.